# (46829) McMahon
(46829) McMahon est un astéroïde de la ceinture principale.

## Description
(46829) McMahon est un astéroïde de la ceinture principale. Il fut découvert le 26 juillet 1998 à l'Observatoire de La Silla par Eric Walter Elst. Il présente une orbite caractérisée par un demi-grand axe de 2,40 UA, une excentricité de 0,18 et une inclinaison de 5,6° par rapport à l'écliptique.
C'est un astéroïde binaire. L'astéroïde primaire montre une période de rotation de 2,623 6 ± 0,000 3 ou de 5,248 3 ± 0,000 7 heures, la seconde possibilité n'étant autre que le double de la première. L'amplitude de sa courbe de lumière est de 0,12 magnitude aux phases solaires 0,4-3,4 degrés, ce qui laisse croire que l'astéroïde a une forme quasi-sphéroïdale.
L'objet secondaire, S/2015 (46829) 1, est découvert en 2015.
Le système a une période orbitale de 16,833 ± 0,002 heures. Les occultations mutuelles des deux composantes ont une amplitude variant entre 0,16 et 0,36 magnitude, ce qui indique un rapport entre le diamètre moyen du primaire et celui du secondaire de 0,40 ± 0,02. La magnitude absolue moyenne du système (H) vaut 15,25 ± 0,03, son paramètre de pente (G) 0,30 ± 0,02 et son indice de couleur dans le système photométrique de Johnson-Cousins est V-R = 0,470 ± 0,016.

## Compléments